# Konflikt niedriger Intensität
Der Begriff Konflikt niedriger Intensität (Stärke) (englisch low-intensity conflict, auch abgekürzt LIC) bezeichnet eine Konfliktsituation, in der komplexe Konstellationen von sozialen, wirtschaftlichen und militärischen Faktoren dazu führen, dass Kriege von mindestens einer Kriegspartei gesteuerte Ruhephasen und Eskalationen durchlaufen, ohne dass dafür eine strategisch zwingende Notwendigkeit besteht. Bedingung dafür ist, dass zumindest diese Kriegspartei nichtstaatlicher Natur ist.
Nichtstaatliche Kriegsparteien greifen dabei meistens auf Taktiken der asymmetrischen Kriegführung zurück. Staaten mit geringer Wirtschaftsleistung oder instabilen politischen Verhältnissen, die ebenfalls in einem low intensity conflict Kriegspartei sind, lassen sich ebenfalls schnell zu solchen Mitteln verleiten. Es ist beinahe auszuschließen, dass zwischenstaatliche Kriege zu Kleinkriegen im Sinne des low intensity conflict werden.
Die militärische Dienstvorschrift United States Army Field Manual 100-20 der United States Army, die aufgrund ihrer mehrfachen Interventionen rund um den Erdball von allen Streitkräften die bisher größte Erfahrung mit niedrigschwelligen Konflikten haben, definiert Low Intensity Conflicts als

“[…] below conventional war and above the routine, peaceful competition. […]”

„[…] [noch] unterhalb der Schwelle konventioneller [zwischenstaatlicher] Kriege, [aber bereits] oberhalb des üblichen [Levels] friedlichen Wettbewerbs. […]“

## Überschneidung mit anderen Begriffen
Akteure im Low intensity conflict sind oft Terrorgruppen oder Guerrillaverbände, denen die asymmetrische Kriegführung gemein ist. Der Terrorismus bedient sich ihrer und setzt dabei vor allem auf die psychologische Wirkung des Schreckens als Strategie und ist dabei nicht lokal gebunden. Auch die Guerilla verwendet Taktiken des Kleinkrieges, beschränkt sich aber auf konkrete politische Ziele, die sie hartnäckig verfolgt. Ihr Erfolg ist vollständig abhängig von Sympathien und Unterstützung aus der lokalen Bevölkerung sowie der Instabilität des bekämpften Regimes.

## Merkmale

### Wirtschaftliche Merkmale
Ein ökonomisches Charakteristikum für das Auftreten von niedrigschwelligen Konflikten ist die finanzielle Unabhängigkeit der nichtstaatlichen Konfliktparteien. Diese erreichen sie oft über den Betrieb von und die Teilhabe an organisierter Kriminalität. Ausgangspunkt ist nicht selten der Anbau von Drogen. Ökologisch und wirtschaftlich liegt dieses nahe, da auch die an der Veredlungskette von Rauschgiften eher gering Beteiligten einen weitaus höheren Profit gegenüber legalen landwirtschaftlichen Erzeugnissen verzeichnen. Die meistens vollständige Prohibition von harten Drogen in den westlichen Ländern führt zu einem Monopol der Organisierten Kriminalität (OK) auf diesem Markt, den Drogenkartelle in Absprachen unter sich aufteilen. Die so erzielten Umsätze werden nicht selten in andere illegale Märkte investiert, z. B. in den Waffenhandel oder in die Prostitution.
Ein relevantes Merkmal ist ebenfalls die Reduktion der Kosten der Kriegführung durch die geringe bis nichtexistente Entlohnung der Kämpfer, die dadurch zur Selbstversorgung gezwungen werden. Dieses geschieht meistens in Beutezügen und Brandschatzungen, die auch die oft gewaltigen Zerstörungen und Opferzahlen in dieser Konfliktform erklären.
In Low intensity conflicts sind verstärkt Geschäftsbeziehungen führender Personen über die Kampflinien hinweg anzutreffen. Die Globalisierung begünstigt die Erschließung neuer Geldquellen für Warlords.
Bei den erwähnten Finanzierungsmethoden ist zu unterscheiden, ob sie lediglich der Umsatzsteigerung bei finanzieller Unabhängigkeit dienen oder als notwendige Bedingung zur Überlebensfähigkeit. So lassen sich diese Methoden als beiläufige Erscheinung oder als strukturelle Notwendigkeit klassifizieren.

### Militärische Merkmale
Für niedrigschwellige Konflikte ist die asymmetrische Kriegführung von zumindest einer Konfliktpartei zwingend. Dieser Begriff bezeichnet eine Ungleichheit der eingesetzten Ausrüstungen und Taktiken und stellt kein Ergebnis in Aussicht. Die Initiative liegt beim technisch unterlegenen Teilnehmer. Daher rührt die Bezeichnung „niedrigschwellige Konflikte“, da dieser durch die erreichte Amortisation der Kriegführung nicht wie ein staatlicher Kriegsteilnehmer, der im Wesentlichen von begrenzten Steuerpotentialen abhängt, einen Krieg prinzipiell unendlich ausdehnen kann. In Hinblick auf die Schäden und Opfer dieser Konfliktform ist der Begriff irreführend, da noch kein Krieg zwischen Staat oder Staatenbündnissen prozentual an die zivilen Opfer herangereicht hat. In absoluter Hinsicht sind die zivilen Opferzahlen in einigen Fällen jahrzehntelanger Konflikte mit denen rein zwischenstaatlicher Auseinandersetzungen vergleichbar.
Inwieweit in solchen Konflikten preiswertes, aber veraltetes Großgerät zum Einsatz kommt (z. B. T-55-Panzern sowjetischer Produktion), hängt von der Strategie der Kriegführenden ab. Einerseits wird die dadurch verstärkte Kampfkraft als vorteilhaft betrachtet, andererseits kann die für den Gebrauch größerer Waffen unbedingt nötige, langwierige und aufwändige Ausbildung der Kämpfer die sonstigen Vorteile der asymmetrischen Kriegführung zunichtemachen.
Für niedrigschwellige Konflikte typisch, allerdings nicht ausschließend kennzeichnend, ist die starke Verminung des Kriegsgebietes. Sie kann hier als symbolisches Merkmal dieser Konfliktform gelten: Mit sehr geringem Aufwand (das Vergraben der Minen ist eine einfache Tätigkeit) wird ein nachhaltiger Schaden angerichtet, der betroffenen Gemeinwesen auch Jahrzehnte nach dem Ende des Konflikts noch große Probleme bereitet und besonders Zivilisten in Mitleidenschaft zieht.

### Politische Merkmale
In politischer Hinsicht wandeln sich vor allem die Struktur von Staaten im Low intensity conflict. Häufig wenden sie sich ebenfalls illegalen militärischen Aktionen zu, um an das strategische Momentum der bewaffneten nichtstaatlichen Gruppen heranreichen zu können. Für Staaten wirkt sich dieses jedoch langfristig nachteilig aus, da er in einen Interessenkonflikt gerät. Meistens lassen beiderseitige Guerillataktiken den Konflikt sogar über die Grenzen hinaus eskalieren, die Beseitigung von Schäden beansprucht zusätzliche staatliche Ressourcen. Die Korruption bei Behörden und Militärs weitet sich aus, da die Kriegführung nun bei allen Teilnehmern Profit verspricht und so ein Wettbewerb entsteht. Am Ende dieses zunächst schleichenden Prozesses steht meistens ein Verlust jeglicher staatlicher Autorität, vor allem des Gewaltmonopols, und schließlich häufig Staatszerfall.
Obwohl vor allem Regierungs- und Verwaltungsapparate von den politischen Konsequenzen der LICs betroffen sind, können sich auch die nichtstaatlichen Gruppen während eines solchen Konfliktes verändern. Vor allem Organisationen mit ursprünglich separatistischen, patriotischen, antiimperialen Motiven laufen mit zunehmender Konfliktdauer Gefahr, in die Dynamik eines „Krieges um des Krieges Willen“ zu geraten. Begünstigt wird dies auch durch Aktivitäten externer Akteure in deren Interesse die Unterstützung von Kriegsparteien liegt, wie z. B. während des Kalten Krieges vor allem in Afrika durch die stellvertretende Kriegführung der Blöcke.

### Psychosoziale Merkmale
Häufig setzen sich die kämpfenden Truppen der Konfliktparteien aus minderjährigen Truppen zusammen. Dieses liegt in mehreren Faktoren begründet:
- Die Bedienung von Waffensystemen wurde erheblich vereinfacht mit dem zunehmenden Einzug von automatischen und halbautomatischen Waffen in die Kriegsführung, allen voran das AK-47-Sturmgewehr.
- Die Verquickung von willkürlicher Selbstversorgung und Bewaffnung der Kämpfer verschafft gerade Minderjährigen das Gefühl von Macht, Überlegenheit und Anerkennung.
- Dabei wird bewusst die Perspektivlosigkeit der Jugendlichen ausgenutzt.

Nach einer Phase der Ächtung von Kriegsverbrechen, die mit einer „Verstaatlichung“ des Krieges einherging, ist besonders seit dem Zerfall der Sowjetunion eine Häufung von Kriegsverbrechen und Verbrechen gegen die Menschlichkeit zu beobachten, insbesondere Massaker und organisierte Massenvergewaltigung („Resexualisierung des Krieges“). Den kommandierenden Personen der Konfliktgruppen gilt dieses hinsichtlich der Demütigung des Gegners und dem Zerfall seiner sozialen Ordnung, gerade bei später noch einsetzenden Schwangerschaften als psychologische Kriegführung, bei den einzelnen Kämpfern gelten Frauen als Beute.
Laut dem UN-Sonderbeauftragten für Kinder in Gewaltkonflikten, Radhika Coomaraswamy, sind derzeit 250.000 Kinder und Jugendliche als Soldaten im Einsatz.

## Geschichte
Entgegen weitläufigen Annahmen ist die Dynamik der niedrigschwelligen Konflikte nicht neu. Die Verstaatlichung des Krieges fand erst zur Zeit Carl von Clausewitz’ statt. Zuvor hatte das Söldnerwesen, besonders in Form der Landsknechte zu Zeiten des Dreißigjährigen Krieges oder der Condottieri, einen wesentlichen Teil der gängigen Kriegführung ausgemacht. So sparten Fürsten Mittel. Die Verstaatlichung des Krieges setzte erst ein, als die immer aufwendigeren und fortschrittlicheren Waffensysteme den Profit an der Kriegführung ständig schmälerten. Insbesondere Kanonen und Artillerie brachten rasante Entwicklungen mit sich und bevorteilten nach langer Zeit die Offensive wieder gegenüber der Defensive. In der Disziplinierung und Einsatzbereitschaft der Truppen und dem Schutz der Bürger fand diese Entwicklung ihre politische Legitimation. Nicht selten hatten sich die Landsknechte nur im allernötigsten Fall bekämpft. Die ständige Umgehung von Kämpfen mit ihrer einhergehenden Selbstversorgung trug in erheblichem Maße zur Verlängerung des Dreißigjährigen Krieges bei und machte vor allem die Söldner bei der einfachen Bevölkerung verhasst, auch wenn sie und ihre italienischen Gegenorganisationen sich durch ihre Funktion und ihre Vorgehensweisen erhebliche Macht angeeignet hatten.
Spätestens seit dem Zerfall der Sowjetunion zeigt sich eine rückläufige Tendenz hinsichtlich der Verstaatlichung und der damit verbundenen politischen Zweckgebundenheit. Dieses zeigt die „Reaktion“ des Westens, die im vermehrten Auftreten von Sicherheitsfirmen besteht. Zusammengerechnet stellen solche zum Beispiel das zweitgrößte Einheitenkontingent im Irak, noch vor Großbritannien und hinter den Vereinigten Staaten.

## Wahrnehmung und Verwendung des Begriffs

### Kalter Krieg
Bereits im Kalten Krieg fand die Bildung des Begriffs statt, jedoch unter anderen Vorzeichen. Unter Low intensity conflicts fielen dabei auch alle symmetrischen Konflikte, die unterhalb konventioneller Auseinandersetzungen stattfanden und die vor allem zur Eskalation des vorherrschenden weltpolitischen Dualismus ungeeignet waren, z. B. schwelende Grenzkonflikte (Äthiopien/Somalia, Ägypten/Libyen oder Honduras/El Salvador).

### Wissenschaft
Immer mehr wurde die Wissenschaft in Phasen auf die sich abzeichnende Konfliktform aufmerksam, vor allem nach dem Kalten Krieg und nach dem Kosovo-Konflikt. Nach den Terroranschlägen des 11. September setzte vor allem in Nordamerika, später auch in Europa eine anhaltende Debatte ein. Durch ihre Vernetzung mit Denkfabriken und Nichtregierungsorganisationen hatten US-amerikanische Wissenschaftler den Begriff aufgegriffen.

### US-Militär
Bereits in den siebziger Jahren des 20. Jahrhunderts wurde das Offizierskorps der Streitkräfte der Vereinigten Staaten auf LIC aufmerksam, das nach Wegen und Mitteln suchte, einen so verlustreichen Einsatz wie im Vietnamkrieg zukünftig zu vermeiden. Dabei verwendeten sie den Begriff im Sinne einer von mehreren möglichen Taktiken, weshalb er auch mit dem Wort Counterinsurgency gleichgesetzt wurde. Daher ist diese Definition eher mit „asymmetrische Kriegführung“ zu übersetzen, denn diese Verwendung behandelt nur militärische Gegebenheiten. Die Erkenntnisse des Verteidigungsministeriums schlugen und schlagen sich in der Gründung der Special Forces und ihrer stetigen Weiterentwicklung nieder.

### Medien
Auch die Medien rücken den Begriff eher schubweise in den Blickpunkt, dominierend sind in letzter Zeit eher „Krieg gegen den Terror“ oder „Achse des Bösen“, die von der Bush-Regierung geprägt wurden. Dieses ist mit der allgemeinen Aufmerksamkeit für Handlungen und Bewegungen der amerikanischen Politik sowie der anhaltenden Vernachlässigung bereits seit Jahrzehnten existierender Krisenherde zu erklären. So ist auch die noch latent vorhandene Wahrnehmung von nichtstaatlichen Banden als befreiende Organisationen zu erklären, sofern sie diesen Anspruch nach außen hin vertreten. Insgesamt jedoch erfahren die Strukturen niedrigschwelliger Konflikte geringe mediale Beachtung.

## Literatur

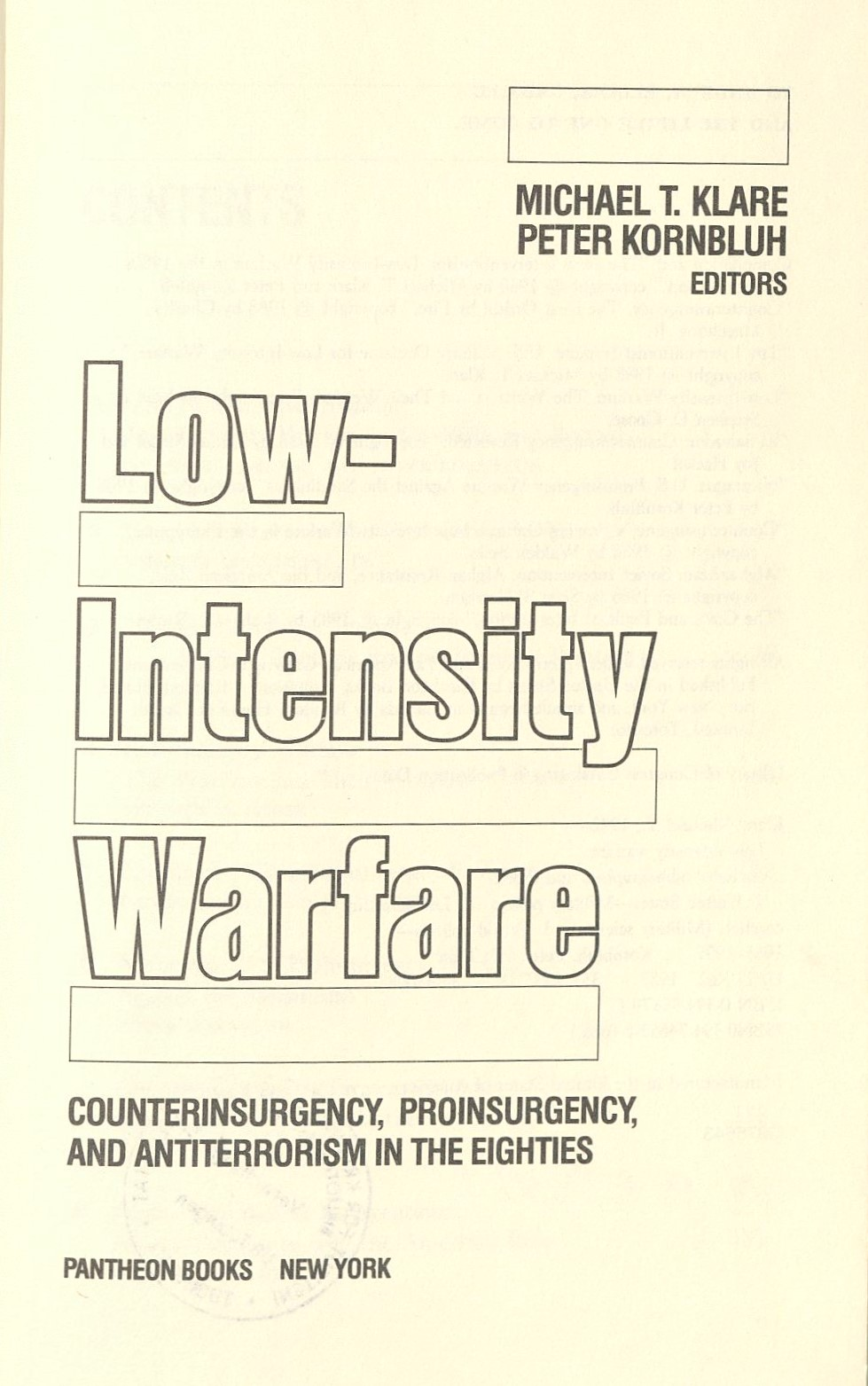
Low Intensity Warfare (1989)